# Cellypha stictoidea
Cellypha stictoidea är en svampart som först beskrevs av Speg., och fick sitt nu gällande namn av W.B. Cooke 1961. Cellypha stictoidea ingår i släktet Cellypha och familjen Tricholomataceae.   Inga underarter finns listade i Catalogue of Life.